# Euxoa decolor
Euxoa decolor är en fjärilsart som beskrevs av Morrison 1874. Euxoa decolor ingår i släktet Euxoa och familjen nattflyn. Inga underarter finns listade i Catalogue of Life.